# Francisco Varela Martín
Francisco Miguel Varela Martín (Atarfe, Granada, 26 d'octubre de 1994) és un futbolista espanyol que juga a l'Extremadura UD de la Primera Divisió RFEF.

## Trajectòria
Va jugar una temporada al Granada 74 Club de Futbol i després va passar a les categories inferiors del Granada CF. Va entrar posteriorment al planter del Reial Betis, amb 13 anys.
La temporada 2012-13 es va incorporar al Betis B en Segona divisió B i al maig de 2013 va ser convocat per primera vegada amb el primer equip, per al partit de lliga que va jugar l'equip bètic contra el FC Barcelona, al Camp Nou, tot i que no va arribar a jugar pas aquest partit.
Va debutar amb el primer equip contra el Rubin Kazan en la Lliga Europa de la UEFA, el febrer de 2014, en substituir Rubén Castro en el minut 81 de partit.
La següent temporada (2013-14), el Betis havia descendit a segona divisió i Varela va fer la seva estrena en el campionat de lliga el 23 de novembre de 2014, en el partit contra el Deportivo Alavés, jugat al Benito Villamarín i que va suposar la destitució del seu entrenador Julio Velázquez. Aquella temporada, va jugar 22 partits i va aconseguir afermar-se en la titularitat del primer equip, després d'aprofitar la baixa per lesió del seu company Álex Martínez i la baixa forma de Casado. La temporada següent, amb els bètics en primera divisió juga 14 partits, fent el seu debut en la màxima categoria del futbol espanyol el 27 de setembre de 2015 al Molinón de Gijón en el partit de la sisena jornada que els bètics van guanyar per 1 a 2 a l'Sporting de Gijón, jugant els 90 minuts del partit. El 14 de juliol de 2016 es desvincula del club sevillà i va fitxar per dues temporades amb el Real Oviedo que militava a la Segona Divisió d'Espanya i amb qui va debutar en la segona jornada contra el RCD Mallorca. Després de dues temporades al conjunt mallorqui va marxar al Rayo Majadahonda.
El juliol de 2019 va marxar a Portugal per jugar en el Belenenses SAD. Allà s'hi va estar fins al gener de 2021, moment en el qual va tornar al futbol espanyol després de signar amb el San Fernando CD fins a final de temporada.
El 7 de juliol de 2021 l'Extremadura UD va anunciar el seu fitxatge per a la temporada 2021-22 signant per dues temporades.

## Internacional
Ha estat internacional amb les seleccions espanyoles sub-18 (1 partit), i amb la sub-19 (2 partits); una luxació del genoll esquerre, produïda en un entrenament amb la pròpia selecció, li va fer perdre's l'europeu d'aquesta categoria l'any 2013. També ha jugat amb la selecció sub-20.